# Ogaden (område)
 Denne artikel omhandler et område i Etiopien. Opslagsordet har også en anden betydning, se Ogaden (klan).
Ogaden er et omstridt område i det østlige Etiopien med grænser mod Somalia og udgør store dele af Afrikas Horn. Området er befolket af nomader af somalisk oprindelse. 

## Historie
Området blev i 1977 invaderet af somaliske tropper, som erobrede omkring 90% af området, men blev drevet tilbage året efter af etiopiske tropper assisteret af Sovjetunionen med militære styrker.
Området blev koloniseret af Storbritannien som et protektorat fra sidste halvdel af 1800-tallet til det blev annekteret af Etiopien i mellemkrigstiden. Grænsen til Britisk Somaliland blev trukket op gennem en traktat i juni 1897.
I følge historikeren Bahru Zewde prøvede briterne at skille Ogaden fra Etiopien efter at de havde erobret Italiensk Østafrika, og således kunne lægge det til Britisk Somaliland og Italiensk Somaliland." Etiopien prøvede at få området og Eritrea tilbage efter krigen i 1945, men det lykkedes ikke før 1948. Briterne beholdt et lille område i nordøst, kaldet Haud og et område kaldet «Reserved Area», som strakte sig fra Haud til Fransk Somaliland (nutidens Djibouti). Briterne leverede ikke disse områder tilbage før 1954.
Der har siden slutningen af 1980'erne været guerilla-aktivitet mod de etiopiske myndigheder under ledelse af ONLF (Ogadens Nationale Frihedsfront).